# Psicologia feminista
Psicologia feminista  é uma ramo da psicologia centrado nas estruturas sociais e gênero. A psicologia feminista critica a pesquisa psicológica feita historicamente de uma perspectiva masculina e com a visão de que os homens são a norma. A psicologia feminista é orientada pelos valores e princípios do feminismo.  Incorpora a pesquisa de gênero e de que maneira as mulheres são afetadas por problemas resultantes dele.
O objetivo por trás desse campo de estudo (gênero) é entender o indivíduo dentro do contexto político e social da sociedade em que ele se encontra. A psicologia feminista põe uma forte ênfase nos  direitos das mulheres. A psicanálise tomou forma como um método clínico ou terapêutico, o feminismo como estratégia política. (Buhle, 1998).

## História

### Psicanalistas feministas
O termo psicologia feminista foi inicialmente cunhado por Karen Horney. No seu livro, Psicologia Feminina, que é uma coletânea de artigos de Horney sobre o assunto escritos entre 1922 e 1937, ela trata de crenças anteriores sobre mulheres, relacionamentos, e o efeito da sociedade na psicologia feminina.

### Funcionalismo, Darwinismo e a psicologia das mulheres
O início da pesquisa psicológica apresenta muito pouco sobre a psicológico das mulheres. Muitas mulheres não combatiam a opressão porque elas sequer se davam conta que eram oprimidas. (Ruck, 2015). Uma vez que o movimento funcionalista chegou aos Estados Unidos, o estudo acadêmico das diferenças entre os sexos e um estudo prototípico da psicologia das mulheres foram desenvolvidos.

### O Anti-Feminismo pós-Segunda Guerra
Em 1942, Edward Strecker criou o "mãezismo" uma síndrome patológica oficial na APA. Ele acreditava que o país estava ameaçado porque as mulheres não estavam se desconectando emocionalmente de seus filhos quando estes ainda eram muito pequenos, o matriarcado estava tornando os homens jovens fracos e eles estavam perdendo seu "poder masculino". Isso alimentou o movimento anti-feminista, as mulheres precisavam de psicoterapia para curar a sua doença mental e prevenir a disseminação do maternalismo. O dano psicológico em uma família seria severo se uma mulher escolhesse uma carreira para satisfazer as suas necessidades ao invés de seu papel doméstico feminino designado pela sociedade - a felicidade das mulheres não é importante, ela deve se encaixar em seu papel. O efeito das mulheres terem pensamentos independente e sede de explorar suas novas opções era uma ameaça enorme ao sistema, resultava em mulheres masculinizadas e homens feminilizados, aparentemente confundindo a juventude da nação e condenando o seu futuro. Constantinople e Bem concordaram que homens e mulheres possuíam masculinidade e feminilidade, e que possuir ambos é ser psychológicamente andrógino e motivo para ser avaliado ou corrigido psicologicamente.

## Pesquisa sobre Gênero nos anos 1960 e 1970
Segundo Edith Greenglass, em 1972 o campo da psicologia ainda era dominado por homens, as mulheres eram completamente excluídas. O uso do termo "mulher" junto com psicologia era terminantemente proibido, os homens se recusavam a ser excluídos da narrativa. Na sua experiência dando aulas, ou como professora auxiliar,  eles tinham que reformular as frases com "seres humanos" ou "gênero". A publicação de Unger Toward a Redefinition of Sex and Gender, afirmava que o uso de gênero mostrava a separação entre sexo biológico e psicológico. Ao invés disso era psicologia de seres humanos. A psicologia das mulheres é feminista porque afirma que mulheres são diferentes de homens, você não pode compreender o comportamento de mulheres colocado fora de contexto. Mas as feministas, por sua vez, obrigaram os psicanalistas a considerar as implicações de uma das proposições mais inflexíveis de Freud:  "seres humanos consistem de homens e mulheres e essa distinção é a mais significativa que existe.” (Buhl, 1998).Em Liberating Minds: Consciousness-Raising as a Bridge Between Feminism and Psychology, dos anos 1970 está a afirmação de que “a feminista radical dos Estados Unidos Irene Peslikis alertou que igualar a emancipação feminina com terapia individual evitava que as mulheres realmente entendessem e lutassem contra as raízes de sua opressão.” O Canadá era uma dos poucos países em que havia uma categoria acadêmica dentro de psicologia para o feminismo. Eles se baseavam em grupos de tomada de consciência para construir o seu movimento. Ruck descreve o processo desses grupos como "pontes" e "tensões" entre o pessoal e o político. O desenvolvimento da tomada de consciência como um método político por si só é muitas vezes atribuído ao coletivo feminista radical de Nova York "Redstockings" (Echols, 1989). A tomada de consciência é fortemente ligada ao feminismo radical, que busca acabar com a discriminação e segregação baseada no sexo, e por meio de movimentos de raiz, como feminismo socialista, afirma que a opressão de mulheres não é subproduto do sistema capitalista e sim uma causa primária deste (Koedt, 1968)

## Se juntando à força de trabalho
As mulheres eram excluídas da definição de Freud de saúde mental (a habilidade de amar e de trabalhar) porque o desejo das mulheres de ter empregos era atribuído a um complexo masculino ou inveja dos homens. Entre 1970 e 1980 a porcentagem de mulheres trabalhando fora de casa subiu de 43% para 51%. Embora as mulheres tenham relatado dificuldade em conciliar o papel de mãe e provedora, elas encontraram uma maneira de realizar-se que não a maternidade. (Buhle, 1998).

## Organizações de Psicologia Feminista

### Association for Women in Psychology (AWP)
A Association for Women in Psychology (Associação para Mulheres na Psicologia) foi criada em 1969 em resposta à aparente falta de envolvimento da Associação Americana de Psicologia com o movimento feminista. A organização surgiu com o intuito sensibilizar e resolver os problemas apontados pelo feminismo dentro do campo da psicologia. A associação focou os seus esforços por uma representação feminista de dentro da Associação Americana de Psicologia e finalmente foi bem sucedida em 1973 com o estabelecimento da divisão 35 da associação (a Society for the Psychology of Women).

### Society for the Psychology of Women
A Society for the Psychology of Women, subdivisão da Associação Americana de Psicologia, surgiu em 1973.  Foi criada para prover um espaço às pessoas interessadas na psicologia das mulheres para ter acesso a informações e recursos dentro do campo. A SWP trabalha para incorporar questões feministas no ensino e prática de psicologia. Também organiza diversos comites, projetos e programas.

### Section on Women and Psychology (SWAP)
A Associação Canadense de Psicologia possui uma seção sobre Mulheres e Psicologia (Section on Women and Psychology ou SWAP), cuja função é "melhorar o status das mulheres na psicologia, promover a equidade entre homens e mulheres, e educar psicólogos e o público em geral sobre tópicos relevantes para mulheres e meninas." A SWAP auxilia projetos como a Psychology's Feminist Voices. O Journal of Diversity in Higher Education afirma que mulheres psicólogas são consideradas muitas vezes ineficientes devido à sua baixa contribuição em publicações científicas. No entanto, as mulheres tendem a ter cargos baixos em comparação com seus colegas homens, mesmo com um doutorado.

### The Psychology of Women Section (BPS)
A Psychology of Women Section, da British Psychological Society foi criada em 1988 para juntar todos com interesse na psicologia de mulheres, para prover um fórum para apoiar pesquisas, aulas e a prática profissional, para aumentar a conscientização acerca de problemas e desigualdades de gênero na psicologia como profissão e como prática. A  POWS é aberta a todos os membros da British Psychological Society.

## Pesquisas atuais

### Emoções
Um dos principais assuntos estudados dentro da psicologia feminista são as diferenças de gênero nas emoções. Em geral, psicólogas feministas veem emoções como sendo controladas culturalmente e afirmam que as diferenças estão na expressão de emoções e não na experiência em si.  A maneira como uma pessoa demonstra suas emoções é definido por  regras de expressão socialmente reforçadas que guiam formas aceitáveis de expressão para certas pessoas e sentimentos.
Os estereótipos de emoções tem as mulheres como o sexo mais emocional. No entanto, psicólogas feministas apontam que as mulheres são somente vistas experimentando mais fortemente emoções passivas, como tristeza, alegria, medo e surpresa. Homens, ao contrário, são vistos como tendo tendência a demonstrar emoções de natureza dominante, como a raiva. Psicólogas feministas acreditam que homens e mulheres são socializados durante sua vida para ver e expressar emoções de maneira diferente. Na primeira infância, as mães usam mais expressões faciais quando falam com bebês do sexo feminino, e usam mais palavras emotivas quando conversam com elas já maiores.
Meninas e meninos são também socializados por seus pares, as meninas sendo recompensadas por serem sensíveis e emocionais e os meninos recompensados por dominância e não-demonstração das demais emoções.  Psicólogas também descobriram que as mulheres, de modo geral, tem mais habilidades em decodificar emoções expressas de maneira não-verbal.  Os sinais incluem expressões faciais, tom de voz e postura.   Estudos demonstraram que as diferenças de gênero na habilidade de decodificar emoções podem começar com apenas 3 anos e meio de idade. O livro Man and Woman, Boy and Girl observa pacientes intersexuais e explica porque fatores sociais são mais importantes que os biológicos na identidade de gênero e traz a tona o assunto de papéis de gênero e natureza inata versus problemas de criação. (Money & Ehrhardt, 1972).

### Liderança
Nos Estados Unidos, as mulheres compõem metade da força de trabalho. No entanto, apenas uma pequena parcela dessas mulheres ocupa cargos de liderança. As mulheres constituem somente 16% dos diretores corporativos da Fortune 500, 12% dos diretores do conselho, 16% dos governadores estaduais, 14% dos senadores dos Estados Unidos, 2% dos altos postos militares, e 24% dos professores universitários. Mulheres não-brancas tem estatísticas muito mais baixas do que mulheres caucasianas.
As mulheres costumam experimentar o chamado "teto de vidro" quando tentam chegar a posições de liderança. O efeito do teto de vidro se refere a barreiras invisíveis porém poderosas que impedem que as mulheres ultrapassem um certo nível no ambiente de trabalho. “Mulheres afiliadas à Academia Americana de Psicanálise estavam entre as primeiras a perseguir temas como o medo das mulheres de sucesso e inclinações para a dependência neurótica. Reconheceram as forças culturais que inibem o progresso das mulheres nos domínios não-domésticos, particularmente as pressões inerentes a uma sociedade dominada pelos homens..” (Buhl, 1998).
Além disso, as mulheres experimentam um "efeito do chão grudento" ("sticky floor effect"). Ele acontece quando mulheres não tem caminhos para chegar a cargos mais altos. Quando as mulheres tem filhos, elas experimentam uma barreira; recebem menos atribuições desejáveis e menos oportunidades de avanço quando tem filhos. O patriarcado rotula mulheres como "cuidadoras" as tornando mentalmente não fortes o suficiente para se juntar a força de trabalho dominada por homens sem ter danos psicológicos ou emocionais. (Buhl, 1998). Quando as mulheres começam a trabalhar em uma empresa, o seu avanço pode ser limitado por não ter uma funcionária de cargo alto responsável por um papel ativo no desenvolvimento e planejamento de carreira de novas funcionárias. Faltam mentoras para novas funcionárias porque há menos mulheres do que homens em posições de destaque dentro de empresas. Uma mulher com um mentor homem pode ter dificuldade de criar vínculos e ser aconselhada a partir de experiências de trabalho.
Outros fatores limitantes para a liderança de mulheres são diferenças culturais, estereótipos e ameaças. Se uma mulher demonstra um pouco de sensibilidade, ela é rotulada como excessivamente emocional. Geralmente, os chefes não acreditam que pessoas sensíveis sejam capazes de lidar com decisões difíceis ou ocupar posições de liderança. No entanto, se uma mulher demonstra característica consideradas masculinas, ela é vista como má, masculina e agressiva. As mulheres são vistas como menos competentes quando demonstram traços não-femininos e não são levadas a sério. Essas mulheres não se gabam de suas conquistas e se sentem culpadas por serem capazes e ir além de estereótipos de pensamento e emoções femininas para ser bem sucedidas ou tentar se igualar aos homens. Mulheres com carreiras, cujo status profissional depende da apropriação de traços masculinos, frequentemente sofrem de depressão (Buhl, 1998).  Pesquisas recentes conectam o conceito de ameaça de estereótipos para com as motivações de garotas para evitar o sucesso como diferença individual; garotas evitam a participação em certos campos dominados por homens devido a obstáculos reais e percebidos para o sucesso nesses campos, embora pouco possa ser provado. (e.g., Spencer et al. 1999).
Outro fator que leva a discriminação e estresse são diferenças culturais entre chefes e empregados. Por exemplo, se um chefe é branco e tem um funcionário negro, o estresse pode surgir se eles não entendem e respeitam um ao outro. Sem confiança e respeito, o avanço é improvável. A nossa descrição de identidade de gênero é branca e classe média. Mulheres brancas são descritas como inteligentes, manipuladoras e privilegiadas por mulheres negras, que são descritas como fortes, determinadas e com atitude. (Burack, 2002). “Aí está, o medo branco da raiva negra,” foi escrito no Ladies Home Journal. (Edwards 1998: 77).  Sobre as ameaças percebidas no trabalho, não é uma questão de assédio sexual ou assédio em geral. A ameaça é o fato de que mulheres podem possivelmente tomar conta. Quanto mais mulheres trabalhando em um lugar, mais um homem se sente ameaçado sobre o seu trabalho. Em um estudo com 126 gerentes homens, foi solicitado que estimassem o número de mulheres trabalhando no seu local de trabalho e se eles sentiam ou não que os homens estavam em desvantagem. Os homens que acreditavam que havia muitas mulheres sentiam que a segurança do seu trabalho estava ameaçada (Beaton et al., 1996). Alice Eagly e Blair Johnson (1990) descobriram que homens e mulheres tem pequenas diferenças nos seus estilos de liderança. As mulheres com poder são vistas como interpessoais e mais democráticas, enquanto homens são vistos como orientados a tarefas e mais autocráticos. Na realidade, homens e mulheres são igualmente efetivos nos seus estilos de liderança. Um estudo feito por Alice Eagly (Eagly, Karau, & Makhijani, 1995) não encontrou diferenças significativas na efetividade de líderes homens e mulheres em facilitar o alcance dos objetivos do seu grupo.

### Violência
Herman (1996) mostrou que as feministas baseiam-se na noção psicológica de "trauma" para criticar instituições como a família, proteger as crianças, discordar certas condutas políticas, e lutar contra a violência masculina contra mulheres e crianças. As feministas argumentam que a violência baseada em gênero ocorre frequentemente na forma de violência doméstica, assédio sexual, abuso sexual na infância, abuso sexual e estupro. A violência contra as mulheres pode ser física ou psicológica e não é limitada por raça, status econômico, idade, etnia ou localização. As mulheres podem ser abusadas por estranhos, mas frequentemente o abusador é alguém que a mulher conhece. A violência pode ter efeitos de curto e longo prazo nas mulheres, e elas reagem ao abuso de maneira variada. Algumas mulheres expressam emoções como medo, ansiedade e raiva. Outras escolhem negar que o abuso ocorreu e escondem seus sentimentos. Frequentemente, as mulheres culpam elas mesmas pelo que aconteceu e tentam justificar que de algum modo elas mereceram. Entre as vítimas de violência, distúrbios psicológicos como estresse pós-traumático e depressão são comuns. Além dos danos psicológicos, muitas mulheres também sofrem lesões físicas decorrentes da violência, o que cria a necessidade de buscar ajuda médica.

### Teoria relacional-cultural
A teoria relacional-cultural baseia-se no trabalho de Jean Baker Miller, cujo livro Toward a New Psychology of Women propõe que "relacionamentos que fomentam o crescimento são necessidades humanas centrais e que a desconexão é a fonte de problemas psicológicos." Inspirados pelo livro de Betty Friedan, Feminine Mystique, e outros clássicos feministas dos anos 60, a teoria relacional-cultural propõe que "o isolamento é uma das experiências humanas mais danosas e é melhor tratado reconectando-se com outras pessoas," e que terapeutas deveriam "criar uma atmosfera de empatia e aceitação para o paciente, mesmo às custas da neutralidade do terapeuta". A teoria baseia-se em observações clínicas e busca provar que "não há nada de errado com as mulheres, e sim com o modo como a cultura moderna as enxerga."

## Terapia Feminista
A terapia feminista é um tipo de terapia que vê os indivíduos baseada no seu contexto sociocultural. A idéia central por trás dessa terapia e que os problemas psicológicos das mulheres e minorias são frequentemente um sintoma de problemas maiores na estrutura social na qual eles vivem.  Existe o consenso geral de que as mulheres são mais frequentemente diagnosticadas com distúrbios internalizantes, como depressão, ansiedade e distúrbios alimentares, do que homens.  Terapeutas feministas disputam teorias anteriores de que isso é resultado de fraqueza psicológica em mulheres, e ao invés disso argumentam que é o resultado de maior estresse devida a práticas sexistas na nossa cultura. Um equívoco comum é a crença de que terapeutas feministas só se preocupam com a saúde mental das mulheres. Enquanto isso é um componente central da teoria feminista, terapeutas feministas também se preocupam com o impacto de papéis de gênero independentemente do sexo.
Goldman afirma que a conexão entre a psicanálise e o feminismo está no reconhecimento da sexualidade como fator preeminente na máscara social de mulheres e homens. Freud descobriu que a ideologia masculina era imposta às mulheres para reprimi-las sexualmente, conectando as esferas pública e privada para a subjugação das mulheres. (Buhle, 1998).
O objetivo da terapia feminista é o empoderamento da cliente. Geralmente, as terapeutas evitam dar diagnósticos ou rótulos específicos, e ao invés disso, focam-se nos problemas de viver em uma cultura sexista. As clientes são algumas vezes treinadas para ser mais assertivas e encorajadas a reconhecer seus problemas com a intenção de mudar e de mudar as circunstâncias que as rodeiam. Terapeutas feministas veem a falta de poder como um problema central na psicologia das mulheres e minorias. De acordo, a relação entre paciente e terapeuta visa ser tão igualitária quanto possível com ambos lados comunicando-se horizontalmente e dividindo experiências.
A terapia feminista difere de outros tipos de terapia de modo que vai além da ideia de que homens e mulheres devem ser tratados de maneira igual na relação terapêutica.  A terapia feminista incorpora valores políticos de maneira mais extensa que muitos outros métodos terapêuticos. Além disso, terapeutas feministas encorajam mudanças sociais além de mudanças pessoais com o objetivo de melhorar o estado psicológico do cliente e da sociedade.

### Problemas com as terapias tradicionais

#### Preconceito de gênero
Muitas terapias tradicionais presumem que as mulheres deveriam seguir papéis de gênero pré-estipulados para ser mentalmente saudáveis. Segundo essa visão as diferenças de gênero tem origem biológica, e os terapeutas encorajam as clientes a ser submissas, expressivas e cuidadoras para alcançar a realização pessoal (Worell & Remer, 1992). A psicoterapia é uma pratica dominada por homens e apoia o ajuste das mulheres para papéis de gênero estereotípicos ao invés da libertação das mulheres. (Kim & Rutherford, 2015). Isso pode ser feito de modo inconsciente pelo terapeuta - por exemplo, eles podem encorajar uma mulher a se tornar uma enfermeira, enquanto eles encorajariam um cliente homem com as mesmas habi;lidades a se tornar um médico, mas existe o risco de que os objetivos da terapia serão avaliados diferentemente de acordo com as crenças e valores do terapeuta. A inequalidade entre os sexos e restrições do papel de gênero são perpetuadas pela psicologia evolucionária, mas nós podemos entender o papel de gênero na comunidade científica usando estratégias feministas de pesquisa e admitindo o preconceito de gênero. (Fehr, 2012).

#### Androcentrismo
As terapias tradicionais baseiam-se na ideia de que ser homem é a norma. Traços masculinos são vistos como o padrão, e traços estereotipicamente masculinos são bastante valorizados (Worell & Remer, 1992; Hegarty & Buechel, 2006). Homens são vistos como o padrão quando comparadas diferenças entre os sexos, com traços femininos sendo vistos como um desvio da norma e uma deficiência da parte das mulheres (Hegarty & Buechel, 2006).) Teorias psicológicas do desenvolvimento feminino foram escritas por homens que estão completamente desinformados das experiências reais das mulheres e as condições sob as quais elas viveram. (Kim & Rutherford, 2015).

#### Pressupostos intrapsíquicos
Terapias tradicionais colocam pouca ênfase nas influências sociopolíticas, se focando ao invés disso no funcionamento interno do cliente. Isso pode levar terapeutas a culpar os clientes por seus sintomas, mesmo quando o cliente pode estar cooperando de maneira admirável em uma situação difícil e opressiva (Worell & Remer, 1992). Outro problema possível pode surgir caso terapeutas patologizem reações normais a ambientes opressivos (Goodman & Epstein, 2007).

### Princípios do empoderamento

#### O pessoal é político
Esse princípio provem da crença de que sintomas psicológicos são causados pelo ambiente. O objetivo do terapeuta é separar o externo do interno para assim o cliente tornar-se consciente da sua socialização e opressão que experienciou, e atribuir os seus problemas às causas apropriadas (Worrel & Remer, 1992).). A visão feminista é bastante marginalizada e vista como fora da psiquiatria tradicional, e existe uma distribuição de poder baseada no conhecimento, o que dá aos terapeutas a habilidade de rotular distúrbios femininos sem conhecer as suas experiências de vida. (Sawicki, 1991).
Os terapeutas não veem os pensamentos e comportamentos de seus clientes como desadaptações - de fato, sintomas de depressão e estresse pós traumático são frequentemente considerados respostas normais e racionais à opressão e discriminação (Goodman & Epstein, 2007). Terapias tradicionais colocam pouca ênfase nas influências sociopolíticas, se focando ao invés disso no funcionamento interno do cliente. Isso pode levar terapeutas a culpar os clientes por seus sintomas, mesmo quando o cliente pode estar cooperando de maneira admirável em uma situação difícil e opressiva (Worell & Remer, 1992). Outro problema possível pode surgir caso terapeutas patologizem reações normais a ambientes opressivos (Goodman & Epstein, 2007).

#### Relações igualitárias
Terapeutas feministas consideram desigualdades de poder um fator central contribuindo para os problemas das mulheres, e portanto criticam o terapeuta tradicional como uma figura autoritária. Terapeutas feministas acreditam que relações interpessoais devem basear-se na igualdade, e veem o cliente como "expert" nas suas próprias experiências. Terapeutas enfatizam a colaboração, e usam técnicas como falar de suas experiências pessoais para reduzir a diferença de poder (Worrel & Remer, 1992).

#### Valor da perspectiva feminina
O objetivo da terapia feminista é revalorizar características femininas e a perspectiva feminina. Frequentemente, as mulheres são criticadas por quebrar regras de gênero enquanto são simultaneamente desvalorizadas por agir de modo feminino.  Para quebrar essa dupla desvalorização, terapeutas encorajam as mulheres a valorizar a perspectiva feminina e auto-definir a si mesmas e seus papéis. Fazendo isso, as clientes podem valorizar as suas próprias características, criar laços com outras mulheres, e abraçar características que anteriormente seriam desencorajadas (Worrel & Remer, 1992).

### Técnicas

#### Análise do papel do sexo
Um componente central da terapia feminista envolve a crítica do condicionamento cultural que produz e mantêm estruturas socialmente tendenciosas (Ballou & Gabalac, 1985). Desde o nascimento, mulheres são ensinadas que comportamentos são apropriados, e encontram sanções se elas falham em conformar-se. Esses estereótipos de gênero são ensinados explicitamente ou implicitamente pela família, mídia, escola e ambiente de trabalho, e levam a sistemas de crença relacionados a gênero e expectativas autoimpostas (Worell & Remer, 1992).
Antes que as mulheres possam se livrar dessas expectativas, elas precisam ganhar entendimento dos sistemas sociais que moldaram e encorajaram esses estereótipos de gênero e como o sistema impactou a sua saúde mental. Primeiro, as mulheres trabalham para identificar as mensagens recebidas e as suas consequências. A seguir, as mulheres exploram como essas mensagens foram internalizadas, e decidem que regras elas gostariam de seguir e que comportamentos elas preferem mudar. (Worrel & Remer, 1992).

#### Análise de Poder
Sistemas de poder são grupos organizados que tem status legítimo, sancionados por costumes ou leis, que tem o poder de definir os padrões para a sociedade. Na sociedade ocidental, a expectativa é que as mulheres conformem-se com os sistemas de poder que as colocam como submissas e inferiores aos homens (Ballou & Gabalac, 1985). Tipos de poder incluem a habilidade legal, física, financeira ou institucional de exercer mudanças. Frequentemente, homens controlam o poder direto via recursos concretos, enquanto mulheres são deixadas para usar meios indiretos e recursos interpessoais. Além disso, papéis sexuais e sexismo institucionalizado tem um papel na limitação do poder que as mulheres tem. (Worrel & Remer, 1992).
A análise de poder é a técnica usada para examinar o diferencial de poder entre mulheres e homens e para empoderar mulheres a mudar as desigualdades interpessoais e institucionais que elas enfrentam (Worrel & Remer, 1992).

#### Treinamento para Assertividade
Tradicionalmente, a assertividade é considerada um traço masculino, então, frequentemente as mulheres tem problemas em aprender a defender os seus direitos. Terapeutas feministas trabalham para ajudar as mulheres a distinguir comportamentos assertivos de comportamentos passivos ou agressivos, superar a crença de que mulheres não podem ser assertivas, e ajudar as mulheres a ensaiar habilidades assertivas através da encenação (Worrel & Remer, 1992).

### Aplicações para outras teorias

#### Terapia cognitivo-comportamental
A maior crítica feminista à terapia cognitivo-comportamental é que a teoria falha ao deixar de focar em como os comportamentos são aprendidos da sociedade (NetCE, 2014). Frequentemente, o foco está em encorajar as mulheres a mudar a suas reações "desajustadas" e se conformar com padrões normativos. Colocando o ônus na mulher para mudar seus pensamentos e comportamento ao invés de mudar os fatores ambientais que criam os problemas, a teoria falha em questionar as normas sociais que condenam as mulheres à opressão (Brown & Ballou, 1992).
Apesar disso, terapeutas feministas utilizam técnicas cognitivo-comportamentais para ajudar mulheres a mudar seus pensamentos e comportamentos, em particular, utilizando técnicas como análise do papel sexual ou treinamento de assertividade (Brown & Ballou, 1993; NetCE, 2014).

#### Terapia psicanalítica
Muitos conceitos psicanalíticos são considerados por terapeutas feministas sexistas e ligados à cultura (NetCE, 2014). No entanto, psicanalistas feministas adaptam muitas das ideias da psicoterapia tradicional, incluindo o foco nas experiências da infância e a ideia de transferência.  Especificamente, as terapeutas servem como uma figura materna e auxiliam clientes a se conectar emocionalmente com outros enquanto mantêm um senso individual do self (NetCE, 2014).

#### Terapia de Família
A principal crítica à terapia de família é que ela reforça desigualdades de poder e papéis tradicionais de gênero. Por exemplo, terapeutas de família frequentemente respondem a homens e mulheres diferentemente, por exemplo, colocando mais ênfase na carreira do homem ou colocando a responsabilidade pelo cuidado dos filhos e da casa à mulher (Braverman, 1988).
Terapeutas feministas lutam para tornar a discussão de papéis de gênero explícita na terapia, como também em focar nas necessidades e empoderamento da mulher no seu relacionamento (Braverman, 1988). Terapeutas ajudam casais a examinar como suas crenças nos papéis de gênero e dinâmicas de poder levam ao conflito. O foco é em encorajar relacionamentos mais igualitários e afirmar as experiências da mulher (NetCE, 2014).

### Assuntos centrais abordados na terapia

#### Estupro/violência doméstica
Uma abordagem feminista para lidar com estupro e violência doméstica é focado no empoderamento. As terapeutas auxiliam os clientes a analisar as mensagens da sociedade sobre estupro e violência doméstica que encorajam a culpabilização da vítima, e tentam auxiliar os clientes a se livrar da vergonha e culpa. Frequentemente, as mulheres não sabem a real definição de abuso e estupro, e não se identificam imediatamente como vítimas (Worrel & Remer, 1992).
Sobreviventes frequentemente encontram reações negativas de outros o que as leva a uma re-vitimização quando tentam buscar ajuda, então o terapeuta pode auxiliar a mulher a navegar pelo sistema médico e legal caso ela queira. Todo o tempo, embora a segurança seja a maior preocupação, o terapeuta empodera a mulher a explorar suas opções e tomar suas próprias decisões (por exemplo, deixar o relacionamento ou ficar após um ataque) (Worrel & Remer, 1992).
É enfatizado que quaisquer sintomas que são de fato respostas normais ao evento traumático, e a mulher não é patologizada. Tanto o estupro quanto a violência doméstica não são vistos como algo que você pode se recuperar, mas ao invés disso, vistos como algo que pode ser integrado à sua história de vida enquanto você reestrutura a sua auto-estima e auto-confiança (Worrel & Remer, 1992).

#### Aconselhamento profissional
Escolhas profissionais são um tema central no aconselhamento feminista. As mulheres geralmente são pior remuneradas que os homens e estão em maior número em profissões desvalorizadas (Worrel & Remer, 1992). Muitos fatores influenciam essa trajetória profissional, incluindo estereótipos de gênero que indicam que trabalhos são apropriados para homens e mulheres. As mulheres geralmente são indicadas para trabalhos que envolvem o cuidado, enquanto trabalhos de liderança são reservados aos homens (Worrel & Remer, 1992).
O sexismo institucionalizado no sistema educacional frequentemente encoraja meninas a estudar assuntos tradicionalmente considerados femininos enquanto as desencoraja a estudar matemática e ciência. Práticas de contratação discriminatórias também refletem as crenças de que homens devem ser chefes de família e de que mulheres são uma escolha mais arriscada porque seu trabalho será interrompido quando tiverem filhos (Worrel & Remer, 1992).
Essas mensagens frequentemente levam a pensamentos negativos internalizados, incluindo diminuição na auto-confiança e auto-estima, níveis mais baixos de assertividade e vontade de negociar, e a  síndrome do impostor, onde as mulheres acreditam que elas não merecem o sucesso e são apenas sortudas (Worrel & Remer, 1992).
Quando as mulheres buscam empregos não-tradicionais, é esperado delas que sejam competentes no seu trabalho e que sejam também femininas. Especialmente, para as mulheres em campos dominados por homens, ser bem sucedida e competente enquanto mulher é difícil. (Howard, 1986).

## Terapeutas feministas
Terapeutas feministas trabalham com mulheres em busca de aconselhamento, e também homens, com o intuito de ajudar a mitigar uma grande variedade de problemas de saúde mental.Terapeutas feministas tem interesse em questões de gênero e em como múltiplas identidades sociais podem impactar no funcionamento de um indivíduo. Atualmente, não há muitos programas de pós-doutorado em psicologia feminista, mas modelos para este curso estão sendo criados e modificados para que instituições comecem a oferecê-los. Boa parte desse treinamento é baseada em técnicas de aconselhamento justas para com pessoas de ambos sexos.